# Piero Pieroni
Piero Pieroni (Firenze, 8 luglio 1929 – Supersano, 3 dicembre 2006) è stato uno scrittore, storico e traduttore italiano.

## Biografia
Piero Pieroni è nato a Firenze l'8 luglio 1929; ha studiato lettere all'Università di Firenze.
Ha pubblicato molti racconti sulla frontiera americana e si è sposato con la fotografa e scrittrice Maria Grazia Margheri.
È stato uno scrittore per ragazzi e per adulti pubblicando anche numerosi racconti venatori e sulla vita in campagna. L’inglese lo imparò a scuola ma fu aiutato dal padre e dagli zii, innamorati della civiltà anglosassone, che gli davano da leggere romanzi avventurosi in inglese per prendere la pratica con la lingua dal vivo e in modo divertente.
Iniziò a scrivere racconti per i ragazzi, era l'unico lavoro che gli piaceva fare, anche perché l'editore Enrico Vallecchi, suo amico, credeva, come Pieroni, a certi principi: che i ragazzi amavano l'avventura come quelli delle generazioni precedenti, anche se il cinema, i fumetti e la televisione li presentavano in modo diverso e che non esistevano avventure inventate avvincenti quanto quelle reali, quelle che appartenevano alla storia degli individui e dei popoli. Così inizio a raccontare la storia dei pellirosse cercando di farlo nel modo più piacevole e meno scolastico possibile, tenendo presente che la storia è fatta si di battaglie, ma anche di costumi, di leggende e di canzoni, che era fatta di uomini e di umani. 
Tra il 1958 e il 1962 furono pubblicati numerosi suoi racconti sulla rivista per ragazzi Pioniere e dal 1963 al 1965 sulla rivista per ragazzi Il Pioniere dell'Unità.
Ha partecipato nel 1972 insieme a Gianni Rodari a trasmissioni per ragazzi sul canale RAI 1, chiamate antologie del sapere.
Fu invitato in America (Canada) per una campagna pubblicitaria e dal viaggio ricavò una conoscenza degli indiani liberi del Nord, quelli di Bill Gulick, Warner Bellah, Jack London, uguali ai loro padri con tutta la loro fierezza antica e immuni dal declino tristissimo dei loro fratelli delle riserve e dalla curiosità dei turisti. Al rientro in Italia si rese conto che la letteratura sui nativi americani nel suo paese era molto scarsa e cercò, sostenuto da Enrico Vallecchi, di colmare questa lacuna.
Nell'andar avanti con gli anni iniziò a scrivere anche per gli adulti con lo stesso spirito del ragazzo che sognava gli indiani e spiava col cuore le praterie dove era cresciuto nelle valli del Cortonese e negli altipiani del Casentino.
Morì a 77 anni nel 2006 a Supersano.

## Opere
- Piero Pieroni, Pellerossa: Storie e Leggende, Vallecchi Editore, 1954
- Piero Pieroni, Destinazione Universo, racconti di fantascienza, Vallecchi Editore, 1957
- Piero Pieroni, Avventura, Vallecchi Editore, 1958
- Piero Pieroni, Il tesoro del West, Vallecchi Editore, 1958
- Piero Pieroni, Uomini in guerra. Racconti di guerra, Vallecchi Editore, 1959
- Piero Pieroni, Le storie del mare, Vallecchi Editore, 1960
- Piero Pieroni, Avventure italiane, Vallecchi Editore, 1961
- Piero Pieroni, L'epopea del Far West, Mondadori Editore, 1963 (volume con disco 33 giri)
- Piero Pieroni, I grandi capi indiani, Vallecchi Editore, 1963
- Piero Pieroni, A caccia di balene, Vallecchi Editore, 1964
- Piero Pieroni, Mandrie e cow-boys, Vallecchi Editore, 1964
- Piero Pieroni, Sceriffi e banditi del Vecchio West, Vallecchi Editore, 1965
- Piero Pieroni e Riccardo Gatteschi, Vento del Nord vento del Sud, Bompiani Editore, 1972[6]
- Piero Pieroni e Riccardo Gatteschi, Indiani maledetti indiani, Fratelli Fabbri Editori, 1973
- Piero Pieroni e Riccardo Gatteschi, A Ovest della Legge, Fratelli Fabbri Editori, 1975
- Piero Pieroni, Sulle piste dei cacciatori di castori, Ugo Mursia, 1989
- Piero Pieroni, Cowboy; cowboy!, Ugo Mursia Editore, 1989[7]
- Piero Pieroni, La notte del magistrato, Tullio Pironti Editore, 1994[8]
- Piero Pieroni, La vera storia di Cavallo Pazzo, Giunti Editore, 1996.[9]
- Piero Pieroni, Il grande libro della caccia, Idea Libri; Illustrated edizione, 1998[10]
- Piero Pieroni, La beccaccia nel whisky. Memorie di un cacciatore, Editoriale Olimpia, 1999[11]
- Piero Pieroni, Il vecchio e i fagiani. Storia di natura, Manni editore, 2005[12]
- Piero Pieroni, Il cacciatore delle colline, Editoriale Olimpia, 2009.[13]
- Jack London e Piero Pieroni, Il richiamo della foresta, De Agostini 2019[14]